# Elihu Burritt
Elihu Burritt, född den 8 december 1810 i New Britain, Connecticut, död där den 6 mars 1879, var en amerikansk filantrop.
Burritt var länge smed, men använde då alla sina fritimmar till studier, varunder han lärde sig matematik och flera språk. 1839 utgav han en månadsskrift, och 1840 höll han föreläsningar. Sedan företog han en rundresa kring Amerika för att predika "allmän fred". 1846 reste han för samma ändamål över till England, deltog 1848-50 i fredskongresserna och utsände 1850
sina vältaliga Olive leaves, vilka översattes till många språk. Dessutom skrev han Sparks from the anvil (1848), Thoughts on things at home and abroad (1854) och sin självbiografi, Ten minutes' talks on all sorts of subjects (1874).